# نیکول کاسل
نیکول کاسل (متولد ۱۹۷۲) یک کارگردان تلویزیونی آمریکایی است که به دلیل کارش در فیلم‌هایی مانند مرد جنگلی و سریال‌های تلویزیونی مانند واینل، بازمانده‌ها و دیده‌بان‌ها شناخته شده‌است.
در ژانویه ۲۰۲۰، کاسل جایزه انجمن کارگردانان آمریکا را برای کارگردانی اپیزود نگهبانان «این تابستان است و یخ ما تمام می‌شود» برنده شد.

## اوایل زندگی
کاسل در فیلادلفیا، پنسیلوانیا به دنیا آمد، در شارلوتزویل، ویرجینیا بزرگ شد و در مدرسه سنت آنز-بلفیلد تحصیل کرد.
پدرش، دکتر نیل کاسل، استاد پزشکی دانشگاه ویرجینیا، در سال ۱۹۸۸ دو عمل جراحی مغز را بر روی جو بایدن انجام داد تا آنوریسم او را ترمیم کند و این دو از آن زمان تاکنون با هم دوست هستند.
او مدرک لیسانس تاریخ هنر را از دانشگاه کلمبیا دریافت کرد، و ام-اف-ای خود را از مدرسه هنر نیست در دانشگاه نیویورک دریافت کرد.
هنگامی که دانشجوی دانشگاه نیویورک بود، سه فیلم کوتاه از جمله ساعت سبز ساخت که در جشنواره فیلم ساندنس در سال ۲۰۰۲ به نمایش درآمد.

## زندگی شخصی
کاسل اکنون با شوهر و دو فرزندش در شهر نیویورک زندگی می‌کند.
در مصاحبه ای برای یک مقاله مجتمع، کاسل بخشی از هویت قومی خود و نحوه کارش را در سریال نگهبانان توضیح داد: «پدر من یهودی است و من نیمه یهودی هستم. همه ما در شارلوتزویل زندگی می‌کردیم و من تازه دارم متوجه می‌شوم.
در صحبت با شما، که اجداد من از قتل‌عام اوکراین فرار کردند. واقعاً چقدر در تاریخ دی ان ای من وجود دارد که من حتی از این موضوع بی خبرم؟»